# Organización Todt

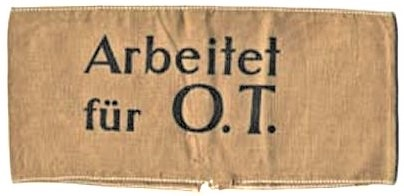
Brazalete identificatorio de la Organización Todt.

La Organización Todt (en alemán: Organisation Todt, OT) fue una organización dependiente de las fuerzas armadas y del Ministerio de Armamento de la Alemania nazi, dedicada a la ingeniería y construcción de infraestructuras tanto civiles como militares. Su fundador fue Fritz Todt, ingeniero y militar de alto rango. La organización fue responsable de una amplia gama de proyectos de ingeniería tanto en el periodo de entre-guerras como a partir del estallido de la Segunda Guerra Mundial a lo largo de toda Alemania y las zonas ocupadas por la Wehrmacht. Esta organización fue responsable de la esclavitud de más de 1,5 millones de personas para el desarrollo de sus operaciones; sus principales integrantes fueron prisioneros de guerra, judíos deportados de Alemania o de los países ocupados y desertores. La fuerza e influencia de la organización llegó a ser enorme, tal que en 1944 se estima que entre el 25 y el 30% de la producción bélica alemana provenía de fábricas administradas por la organización, empleando directa e indirectamente a más de 3 millones de obreros.

## Historia

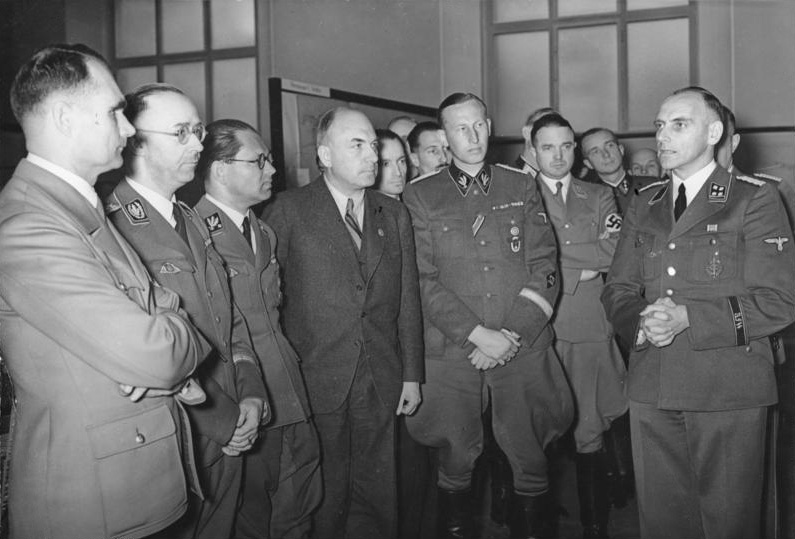
De izquierda a derecha: Rudolf Hess, Heinrich Himmler, Philipp Bouhler, Fritz Todt y Reinhard Heydrich escuchando a Konrad Meyer en el Generalplan Ost, exhibición en Berlín, 20 de marzo de 1941.

Los pilares y fundamentos de la Organización Todt se basaban en el principio nazi de la superioridad de la raza, esto puede sintetizarse en los discursos de algunos de los máximo jerarcas nazis en referencia a la mano de obra extranjera :

Lo que le ocurra a un ruso o a un checo no me interesa lo más mínimo (...) que las naciones vivan en prosperidad o mueran de hambre sólo me importa en la medida en que nosotros los necesitemos como esclavas de nuestra cultura; si no es así no me interesan en absoluto. Si 10.000 mujeres soviéticas caen agotadas al cavar una fosa antitanque, el hecho sólo me importa en cuanto la fosa antitanque ha sido terminada para uso de Alemania.
Heinrich Himmler, París, octubre de 1943

La historia de la organización puede dividirse en tres fases:
La primera etapa abarca desde el año de su fundación, en 1934 y hasta 1938, años durante los cuales sus principales funciones recayeron en la construcción de autopistas en territorio alemán, teniendo al mando a Fritz Todt, en ese momento inspector general de las carreteras alemanas (en alemán: Generalinspektor für das deutsche Straßenwesen). La organización fue capaz de reclutar numerosa mano de obra alemana a través del Servicio de Trabajo del Reich (Reichsarbeitsdienst, RAD)
La segunda fase comprendió entre 1938 y febrero de 1942, cuando Todt murió en extrañas circunstancias al estrellarse el avión en el que viajaba. Durante este periodo Todt, en 1940, fue nombrado Ministro de Armamento y Municiones (Reichminister für Bewaffnung und Munition) y los proyectos de la OT pasaron a ser casi exclusivamente militares debido al estallido de la guerra. El enorme incremento en la demanda de trabajo para los diversos proyectos militares y paramilitares, sumada a una serie de leyes promovidas por el gobierno alemán en las que se instaba a todos los alemanes a alistarse al ejército o desempeñar diversos trabajos para el Estado, permitió a la OT reclutar más de 1,75 millones de trabajadores alemanes. Entre 1940 y 1942, la Organización Todt se reorganizó y dividió en varios segmentos, dependiendo de la procedencia de su mano de obra : Gastarbeitnehmer (trabajadores voluntarios), Militärinternierte (militares internados), Zivilarbeiter (trabajadores civiles), Ostarbeiter (trabajadores del este) y Hilfswillige (trabajadores prisioneros de guerra).
El tercer y último periodo abarca entre 1942 y 1945, periodo en el que Albert Speer se puso al mando de la organización, tras ser nombrado Ministro de Armamento. En ese momento aproximadamente 1,4 millones de trabajadores trabajaban para la organización. Entre ellos, aproximadamente el 1% eran alemanes desertores del ejército. Prácticamente todos los trabajadores fueron tratados en régimen de esclavitud, por lo que muchos no sobrevivieron a la guerra.

## Misiones

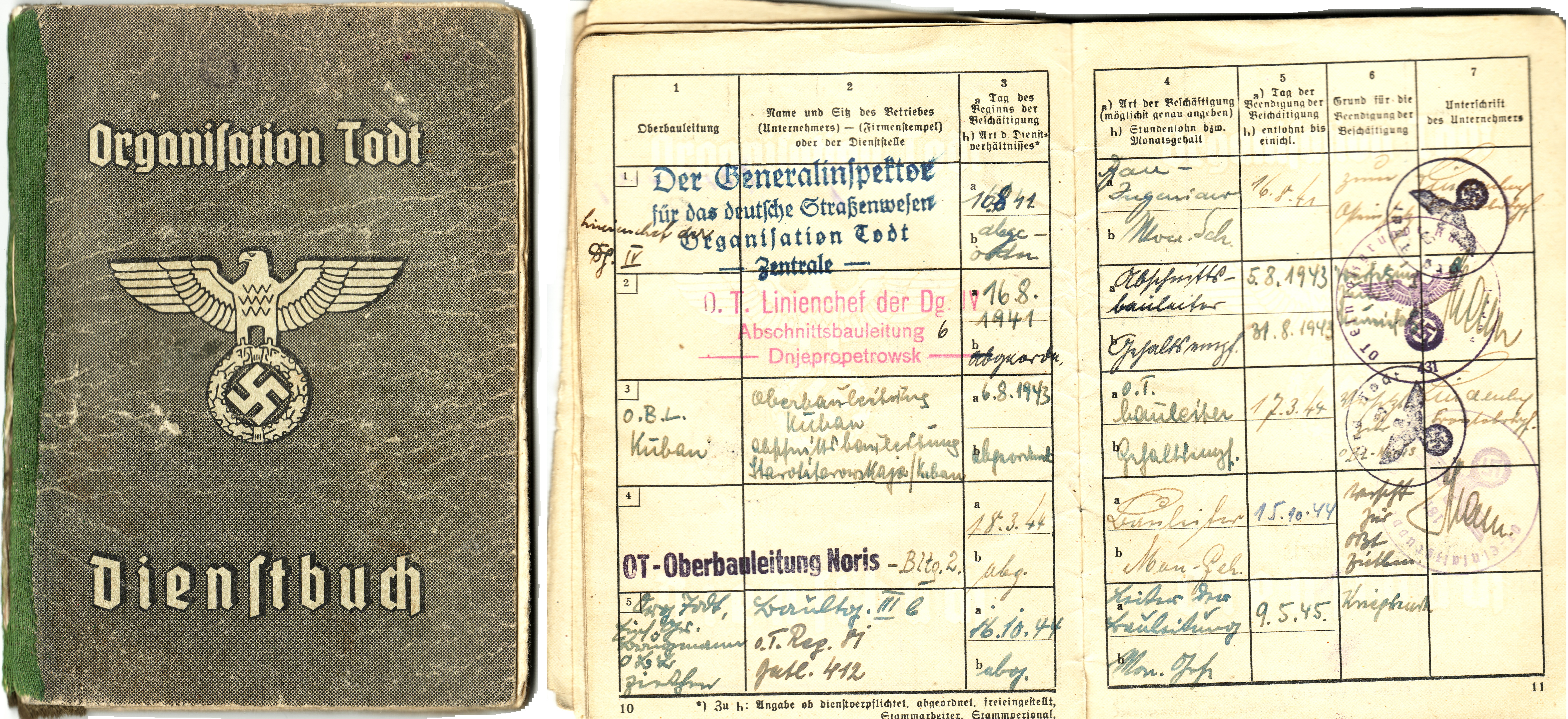
Registro de la Organización sobre las operaciones del Einsatzgruppen Rußland-Süd.

Organizada por Fritz Todt, Reichsminister für Rüstung- und Kriegsproduktion (Ministro de armamento y producción bélica) terminó dependiendo de los militares y fue muy activa durante la Segunda Guerra Mundial.
El papel principal de la organización era construir puentes de comunicaciones y estructuras defensivas. Casi todas las grandes estructuras militares alemanas durante la Segunda Guerra Mundial fueron construidas por los esclavos del grupo, incluyendo fábricas de armamentos y campos de concentración.
El grupo fue el responsable de la construcción de la llamada Muralla Atlántica, las bases submarinas y las defensas alemanas en Italia, como la Línea Gustav.

## Funcionamiento
La Organización Todt estaba compuesta por un pequeño número de consejeros y de ingenieros, técnicos y subordinados a él estaban los magnates de la industria del acero, como Alfred Krupp, Wilhelm Flick, Hugo Stinnes y un número enorme de trabajadores extranjeros (1,5 millones con anterioridad a 1944), muchos de los cuales fueron forzados a vivir en condiciones terribles. El programa de trabajo obligatorio de la Organización Todt para los trabajadores extranjeros fue diseñado por Fritz Sauckel.
Además de su uso en la construcción supervisada militar, la custodia de los trabajadores auxiliares secuestrados en los territorios ocupados fue transferida a menudo a los patrones franceses y alemanes colaboracionistas que habían tenido contratos militares de las autoridades germanas.
En 1942 y tras la muerte de Fritz Todt, el control de la organización pasó de los militares a manos del gobierno central bajo las órdenes de Albert Speer.

## Organizaciones auxiliares

Banderín del Transportkorps Speer.

El NSKK suministró el transporte de vehículos motorizados para el OT hasta 1944  El papel del NSKK comenzó en 1938, con la NSKK-Transportbrigade Todt a cargo del transporte de automóviles para la construcción de la Línea Sigfrido. En 1939, NSKK-Transportbrigade Speer se organizó y se encargó del transporte motorizado para las construcciones de las bases aéreas bajo el Baustab Speer dentro del OT. Sin embargo, los conductores extranjeros fueron reclutados en la Legion Speer, ya que ellos, como extranjeros, no podían ser miembros del NSKK, que era una suborganización del NSDAP. En 1942, Transportbrigade Todt, Transportbrigade Speer y la Legion Speer, se incluyeron en una organización paraguas, Transportgruppe Todt, que en 1944 se convirtió en una organización independiente del NSKK, el Transportkorps Speer. El transporte por vías navegables interiores fue desde 1937 el ámbito de actuación del Transportflotte Speer, la flota fluvial de Speer.

## Jefes de la Organización Todt
- Fritz Todt (1938–1942)
- Albert Speer (1942–1945)